# Austin Powers in Goldmember OST
Austin Powers in Goldmember OST – ścieżka dźwiękowa do filmu Austin Powers i Złoty Członek.

## Lista utworów
1. "Work It Out" – Beyoncé
2. "Miss You" (Dr. Dre Remix 2002) – The Rolling Stones
3. "Boys" (Co-Ed Remix) – Britney Spears featuring Pharrell Williams of N*E*R*D
4. "Groove Me" – Angie Stone
5. "Shining Star" – Earth, Wind & Fire
6. "Hey Goldmember" – Foxxy Cleopatra featuring Devin and Solange
7. "Ain't No Mystery" – Smash Mouth
8. "Evil Woman" – Soul Hooligan featuring Diana King
9. "1975" – Paul Oakenfold
10. "Hard Knock Life (Ghetto Anthem)" (Dr. Evil Remix) – Doktor Zło
11. "Daddy Wasn't There" – Ming Tea featuring Austin Powers
12. "Alfie (What's It All About, Austin?)" – Susanna Hoffs